# Giuseppe I di Alessandria
Papa Giuseppe I o Abba Yousab, noto anche Jucab o Gioseffo in fonti italiane datate (in arabo يوساب الاولانى‎?; Menouf, 771 – 2 novembre 849), è stato il 52º papa della Chiesa ortodossa copta, venerato come santo dalla Chiesa copta.
Era il figlio di ricchi nobili di Menouf, in Egitto. Dopo la morte dei suoi genitori, alcuni credenti lo allevarono. Da adulto, diede la maggior parte dei suoi soldi in beneficenza e si recò nel deserto nel monastero di San Macario il Grande, dove divenne monaco. Quando Marco II divenne il 49º Papa di Alessandria, convocò Yousab, lo ordinò sacerdote e lo rimandò indietro. Rimase nel deserto fino alla morte di Simeone II, il 51º Papa.
Il trono papale rimase vacante e Yousab fu eletto papa nell'831. Comprò di tasca propria delle proprietà e le conferì alle chiese. Condannò le azioni dei vescovi di Tanes e Miser (Cairo), i quali furono scomunicati.
Gli ultimi anni furono turbati dal conflitto con il governatore d'Egitto Malek-ebn-Nasser, che lo avrebbe fatto imprigionare e torturare per estorcergli denaro.
Morì dopo essere stato 18 anni in carica.